# Dieter Erler
Dieter Erler (ur. 28 maja 1939 w Glauchau, zm. 10 kwietnia 1998 w Chemnitz) – niemiecki piłkarz występujący na pozycji pomocnika. Reprezentant NRD. Trener piłkarski.

## Kariera klubowa
Erler treningi rozpoczął w zespole Chemie Glauchau. W 1956 roku został włączony do jego pierwszej drużyny, grającej w drugiej lidze NRD. W 1957 roku odszedł do także drugoligowego Wismuta Gera. W 1959 roku został zawodnikiem pierwszoligowego klubu SC Wismut Karl-Marx-Stadt. W pierwszej lidze NRD zadebiutował 8 marca 1959 w wygranym 2:0 meczu z BSG Lokomotive Stendal. W sezonie 1959 zdobył z zespołem mistrzostwo NRD. W Wismucie Erler grał do końca sezonu 1962/1963.
W 1963 roku przeszedł do FC Karl-Marx-Stadt, również występującego w pierwszej lidze. W sezonie 1966/1967 wywalczył z nim mistrzostwo NRD. W 1967 roku został też wybrany piłkarzem roku w NRD. W sezonie 1969/1970 Erler wraz z zespołem spadł do drugiej ligi, ale w kolejnym awansował z nim z powrotem do pierwszej. W 1972 roku zakończył karierę.

## Kariera reprezentacyjna
W reprezentacji NRD Erler zadebiutował 28 czerwca 1959 w przegranym 2:3 meczu eliminacji Mistrzostw Europy 1960 z Portugalią. 30 października 1960 w wygranym 5:1 towarzyskim pojedynku z Finlandią strzelił pierwszego gola w kadrze.
W latach 1959–1968 w drużynie narodowej Erler rozegrał 47 spotkań i zdobył 12 bramek.